# 박의춘
박의춘(朴義春, 1932년 8월 15일 일제 강점기 조선국 평안남도 평양 출생 ~ )은 조선민주주의인민공화국의 외교관 겸 정치인이다.

## 이력
평안남도 평양에서 출생하여 지난날 한때 함경남도 함흥을 거쳐 함경남도 함주에서 잠시 유아기를 보낸 적이 있는 그는 외교관이 되어 1973년 카메룬 주재 임시 대리대사로 부임하였다.
카메룬 임시대사를 시작으로 외무성 근무를 시작하여 알제리와 시리아, 레바논 대사를 거쳤으며 외무성 부상을 지냈다. 박 외무상은 또 한때 외무성 부상과 최고인민회의 대의원으로도 활동하기도 했다. 1998년 4월부터 8년임기의 주러시아 조선민주주의인민공화국 대사로 근무하였고 2006년 4월 주러시아 대사직에서 해임, 2006년 9월에 김영재로 교체되었다.
2007년 5월 18일 조선최고인민회의 상임위원회는 정령을 반포하여 박의춘을 내각 신임 외무상에 임명했다. 2007년 6월 20일 평양시 평양 고려호텔에서 외무성 부상 김영일과 함께 주북 필리핀대사 및 외무상 일행과 회담하였다.
2010년 7월 23일 아세안지역안보포럼에 참석하였다. 그는 또한 천안함 침몰 사건이 조선민주주의인민공화국의 경제를 약하게 만들었다고 주장하였다.